# Île Shag
Pour l’article homonyme, voir Shag Island pour l'île australienne.
Pour les articles homonymes, voir Shag.
L'île Shag est une île québécoise dans le golfe du Saint-Laurent. 

## Géographie
L'île se situe à 1,2 km de la pointe nord-est de l'Île du Havre aux Maisons des Îles de la Madeleine. Elle est très atteinte par l'érosion.

## Histoire
Son guano a été étudié au XIXe siècle. 
Son nom signifie cormoran en anglais. 

## Faune
Elle abrite l'une des plus grandes colonies de grands Cormorans au Québec (247 nids en 1990) ainsi que des mouettes tridactyles (148 couples en 1990), des goélands marins et des guillemots à miroir nicheurs.